# Рудничний (Краснотур'їнський міський округ)
Рудни́чний (рос. Рудничный) — селище у складі Краснотур'їнського міського округу Свердловської області.
Населення — 4035 осіб (2010, 4271 у 2002).
До 12 жовтня 2004 року селище мало статус селища міського типу.